# Decumanus maximus (Naples)
 (juillet 2020).
Le decumanus maximus est l'un des trois axes urbains qui traverse, depuis l'époque gréco-romaine, le centre historique de Naples, les decumani de Naples.
Il correspond à l'actuelle via dei Tribunali. Decumano superiore (it) correspond à la via dell'Anticaglia et le decumanus inferior, le plus  long, à la Via San Biagio dei Librai (voir article Spaccanapoli).

## Description
Il s’étend de la zone de la Piazza Bellini jusqu’au castel Capuano (aujourd’hui siège des tribunaux, d’où son nom actuel, de via dei Tribunali). Autrefois  ses extrémités étaient délimitées par la port’Alba en Ouest et la porta Capuana en Est.
L’adjectif maximus indique son importance à l’intérieur de l’ancien tissu urbain symbolisé  par la présence de l’agora grecque puis du forum romain qui accueillait les plus importants édifices publics parmi lesquels le temple des Dioscures aujourd’hui englobé dans le cloître de la basilica di San Paolo Maggiore.
C’est un lieu d’édifices de grande valeur historique et artistique : notons San Pietro a Majella, un des plus anciens conservatoires de musique, le palazzo Spinelli di Laurino, la basilique et le cloître de San Paolo Maggiore, San Lorenzo Maggiore, l'église des Girolamini et son ancien couvent, l'église Santa Maria del Rifugio, les portiques du palais de Philippe d’Anjou, lieu d’un pittoresque marché quotidien. Au XIXe siècle, le tracé fut durement défiguré à la hauteur de la piazza Miraglia par la construction de la vieille polyclinique détruisant une énorme quantité d'édifices de grande valeur.
Du décumanus on accède aussi à l'entrée du Napoli sotterranea qui se visite jusqu'à plus de quarante mètres de profondeur où chaque époque historique - depuis sa fondation gréco-romaine jusqu’à aujourd’hui - a laissé son empreinte dans le tuf jaune napolitain.